# Dysschema postflava
Dysschema postflava là một loài bướm đêm thuộc phân họ Arctiinae, họ Erebidae.